# 文化局 (香港)
文化局（英文：Culture Bureau），是中华人民共和国香港特別行政區政府2012年擬將新增及重組的十四個決策局之一，專責香港的文化政策。在香港立法會不予撥款後已擱置。2017年第五屆政府上任，林鄭月娥曾表示會重新成立文化局。2022年7月被文化體育及旅遊局取代。

## 建議
由民政事務局負責的藝術撥款、圖書館和博物館事務；發展局負責的文物保育事務；商務及經濟發展局負責的影視及創意產業事務合併而成，但計劃被擱置。2022年1月，香港行政長官林鄭月娥在2021財政年度施政報告中透露，藉著即將重組文化局的架構，商務及經濟發展局轄下的旅遊事務署將整合至此部門。

## 西九龍文化科
西九龍文化科

## 文化科
- 文物保育專員辦事處
- 康樂及文化事務署

## 參见
- 文化局 (澳門)
- 中華民國文化部
- 中华人民共和国文化部
  - 中华人民共和国文化和旅游部